# Blichers Jylland
Blichers Jylland er en turistfilm fra 1944 instrueret af Gunnar Robert Hansen efter manuskript af Felix Nørgaard og H. Ballund Jensen.

## Handling
Filmen viser i en række billeder det Jylland, som Steen Steensen Blicher elskede og besang, bl.a. Skjern Å, den jyske hede og Thorning Kirke, hvor Blicher havde sit første præstekald i 1819.